# Ezkio-Itsaso
Ezkio-Itsaso és un municipi de Guipúscoa, de la comarca de l'Alt Urola. Es va formar en 1965 per la fusió dels municipis de Ezkioga i Itsaso. En la dècada de 1930 Ezkioga va arribar cert renom per unes suposades aparicions de la Mare de Déu, que van causar bastant revolada en l'època. Aquestes aparicions no han estat reconegudes com a autèntiques per l'Església Catòlica. Existeix un projecte bastant avançat per a construir una estació del tren d'alta velocitat en aquest municipi, que passaria a convertir-se en un important nus de comunicacions. En aquest municipi es troba el Caseriu-Museu Igartubeiti.
En desembre de 2016, la Diputació Foral de Guipúscoa decreta la segregació d'Itsaso del municipio Ezkio-Itsaso. Tanmateix, el govern central espanyol denega aquesta segregació (denegació d'inscripció en el REL d'Itsaso per resolució de 28/02/2016) i finalment és desestimada per les sentències 09/07/2018 y 20/09/2019 del TSJ Madrid (als recursos contenciós administratius interposats per la Diputació Foral de Guipúscoa el 03/05/2017 i per Itsaso el 14/07/2017, respectivament).

## Economia
Ezkioga i Itsaso han estat tradicionalment municipis de caràcter rural. No obstant això, actualment solament un 3% de la població activa es dedica a aquestes labors. En l'actualitat, no obstant això, destaca el sector industrial en el municipi. La falta de sòl industrial en els veïns municipis de l'Alt Urola com Zumárraga han propiciat que en les últimes dècades s'assentessin nombroses PIMEs industrials en Ezkio-Itsaso. Aquestes es van assentar al llarg de la carretera GI-632 que uneix Zumarraga amb Beasain i que passa pel barri de Santa Lucía-Anduaga, on se situa un polígon industrial. Les 17 empreses assentades en el municipi empren a gairebé 500 treballadors, una xifra que és gairebé comparable a la població del municipi i que supera àmpliament la població activa de Ezkioga-Itsaso. Això s'explica perquè la indústria local empra a principalment a veïns dels municipis propers, especialment de l'Alt Urola. Les empreses del municipi estan molt diversificades i pertanyen a sectors diferents: hi ha empreses de màquina-eina, estructures metàl·liques, fabricació de peces fibra de vidre, programari, equips d'aspiració, foses, fabricació de formigó, etc..